# Rusthuis- en begijnhofkapel

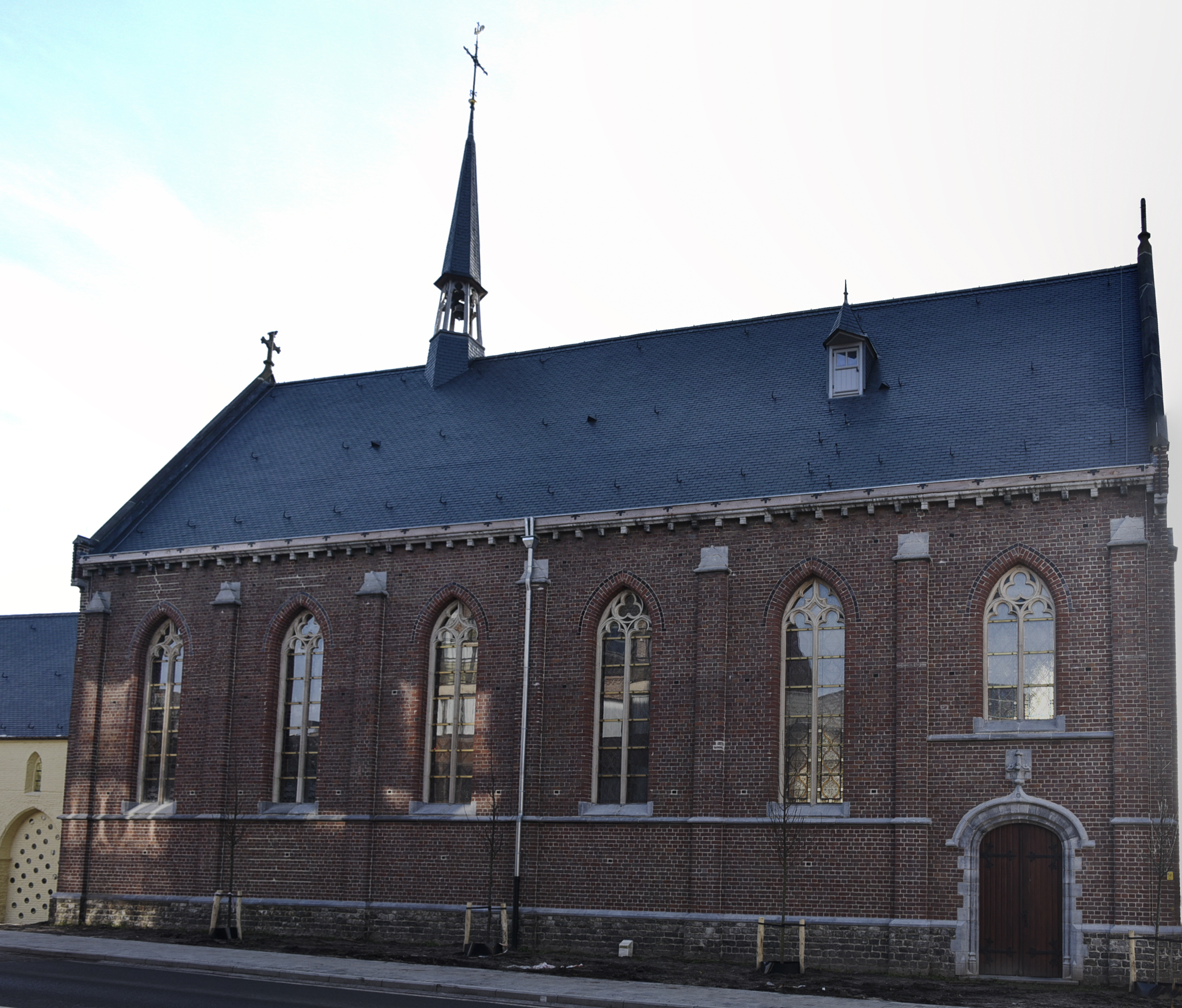
Rusthuis- en begijnhofkapel

De Rusthuis- en begijnhofkapel is een kapel te Borgloon, gelegen aan Graethempoort. Sinds 2024 is een gedeelte van het belevingscentrum GRAAF er gevestigd. Het andere gedeelte van het museum bevindt zich in de nabijgelegen Graethemkapel.

## Geschiedenis

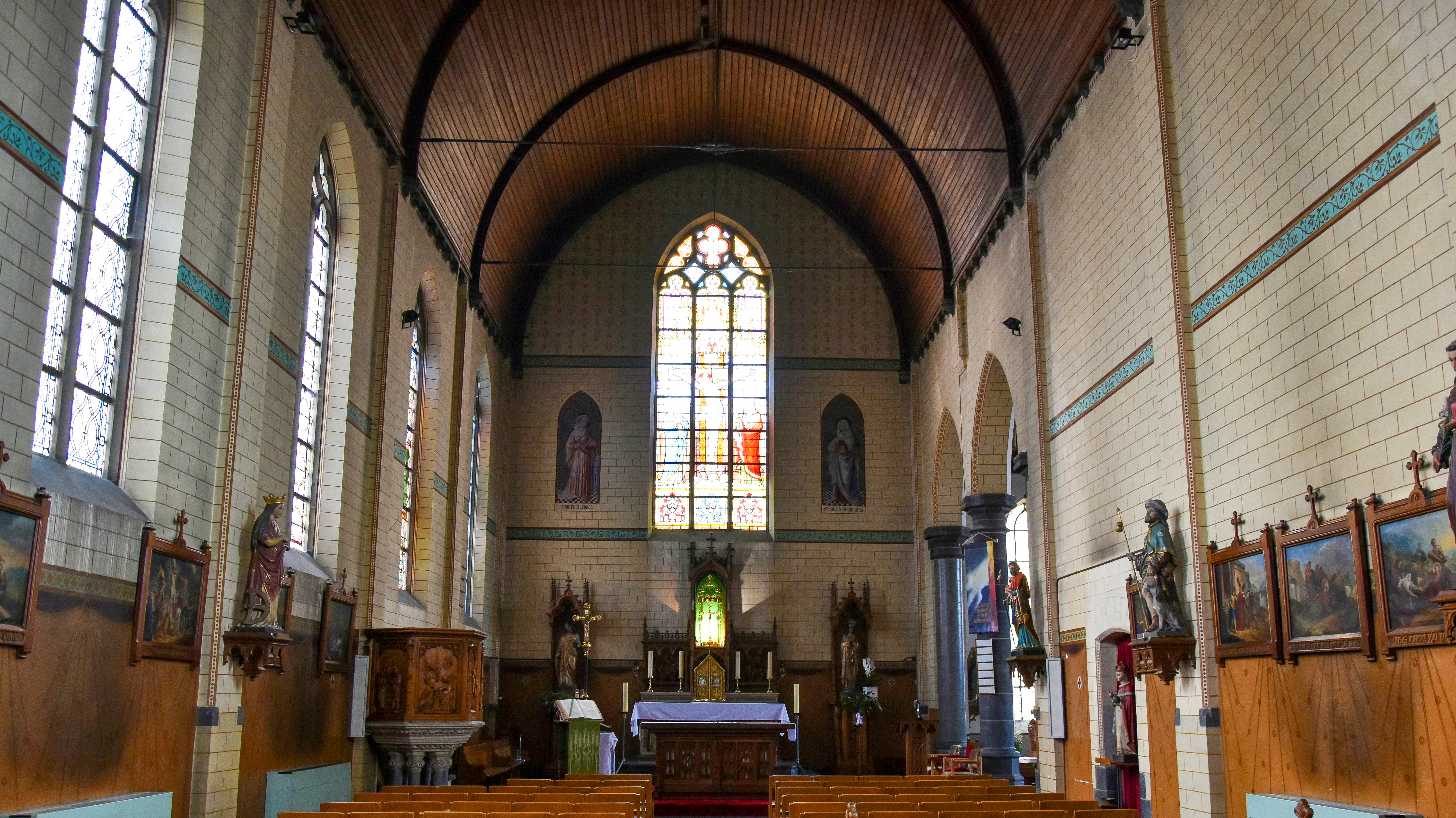
Interieur van de Rusthuis- en begijnhofkapel

Deze kapel is neogotisch en werd tussen 1909 en 1912 gebouwd naar ontwerp van Pierre Langerock, in het verlengde van de Graethemkapel. Ze verving de oude kapel die bij het plaatselijke begijnhof hoorde.